# Báo Mới (website)
Báo Mới là một website tổng hợp thông tin tiếng Việt được điều khiển tự động hoàn toàn bởi máy tính. Theo giới thiệu của chủ quản, mỗi ngày có gần 6.500 tin tức từ gần 200 nguồn chính thức của các báo điện tử và trang tin điện tử Việt Nam được Báo Mới tự động tổng hợp, phân loại, phát hiện các bài đăng lại, nhóm các bài viết liên quan và hiển thị theo sở thích đọc tin của từng độc giả. Nguồn tin mà Báo Mới tổng hợp đến từ các nguồn báo nổi tiếng như Thanh Niên, Tuổi Trẻ, Người lao động, VOV, VTC và còn rất nhiều tờ báo khác.
Ngày 21/12/2019, Google  đã loại bỏ Báo Mới ra khỏi tất cả kết quả tìm kiếm. Sau đó 3 ngày, các kết quả tìm kiếm được phục hồi.

## Lịch sử
Báo Mới ra đời vào ngày 15 tháng 9 năm 2005 trên hai địa chỉ baomoi.com và baomoi.vn, được Bộ Văn hóa - Thông tin cấp giấy phép chính thức hoạt động vào ngày 15 tháng 12 năm 2006.
Báo Mới ra mắt phiên bản mới trên Baomoi.vn ngày 15 tháng 9 năm 2007 với giao diện tương tự Digg cho phép người sử dụng đánh giá tin tức và tự tạo chuyên mục. Phiên bản hợp nhất của baomoi.com và baomoi.vn đã ra mắt vào ngày 3 tháng 3 năm 2009.
Năm 2012, Báo Mới được mua lại bởi tập đoàn VNG.
Tính đến tháng 12 năm 2019, Báo Mới xếp vị trí thứ 21 trong số các website hàng đầu Việt Nam theo Alexa.

## Các chức năng chính
Theo chủ quản của trang, Báo Mới có những tính năng sau:
1. Phân loại nội dung: Hệ thống tự động phân tích nội dung các tin tức và phân loại vào chuyên mục thích hợp.
2. Phát hiện bài trùng lặp: Hệ thống tự động phát hiện các bài đăng lại (copy) và nhóm chúng lại về bài nội dung gốc.
3. Nhóm các bài liên quan: Hệ thống tự động phát hiện các bài liên quan (không phải là copy) về cùng một chủ đề nào đó.
4. Bóc tách từ khóa: Hệ thống tự động tách ra các từ khóa (keyword) của bài viết, giúp người đọc dễ dàng tìm kiếm các thông tin liên quan đa chiều.
5. Gợi ý thông minh: Dựa trên phân tích thói quen đọc tin của độc giả, hệ thống có thể tự động đưa ra những gợi ý về những bài viết mà độc giả quan tâm.